# 31 Ursae Majoris
31 Ursae Majoris, eller SY Ursae Majoris, är en vit jättestjärna i stjärnbilden Stora björnen. Den misstänktes vara variabel och fick variabeldesignation. Noggranna mätningar har emellertid visat att den inte är variabel. Den har visuell magnitud +5,27 och är synlig för blotta ögat vid god seeing.